# 2007 100 legnagyobb slágere
Ez a lista a Billboard magazin első Hot 100 zenéjét tartalmazza 2007-ből.
| Helyezés | Szám                                  | Előadó                                                 |
| 1        | Irreplaceable                         | Beyoncé                                                |
| 2        | Umbrella                              | Rihanna featuring Jay-Z                                |
| 3        | The Sweet Escape                      | Gwen Stefani featuring Akon                            |
| 4        | Big Girls Don't Cry                   | Fergie                                                 |
| 5        | Buy U a Drank (Shawty Snappin')       | T-Pain featuring Yung Joc                              |
| 6        | Before He Cheats                      | Carrie Underwood                                       |
| 7        | Hey There Delilah                     | Plain White T's                                        |
| 8        | I Wanna Love You                      | Akon featuring Snoop Dogg                              |
| 9        | Say It Right                          | Nelly Furtado                                          |
| 10       | Glamorous                             | Fergie featuring Ludacris                              |
| 11       | Don't Matter                          | Akon                                                   |
| 12       | Girlfriend                            | Avril Lavigne                                          |
| 13       | Makes Me Wonder                       | Maroon 5                                               |
| 14       | Party Like a Rockstar                 | Shop Boyz                                              |
| 15       | Smack That                            | Akon featuring Eminem                                  |
| 16       | This Is Why I'm Hot                   | Mims                                                   |
| 17       | It's Not Over                         | Daughtry                                               |
| 18       | The Way I Are                         | Timbaland featuring Keri Hilson és D.O.E.              |
| 19       | Fergalicious                          | Fergie featuring will.i.am                             |
| 20       | Crank That (Soulja Boy)               | Soulja Boy Tell 'Em                                    |
| 21       | Give It to Me                         | Timbaland featuring Nelly Furtado és Justin Timberlake |
| 22       | What Goes Around... Comes Around      | Justin Timberlake                                      |
| 23       | Cupid's Chokehold                     | Gym Class Heroes featuring Patrick Stump               |
| 24       | How to Save a Life                    | The Fray                                               |
| 25       | Home                                  | Daughtry                                               |
| 26       | My Love                               | Justin Timberlake featuring T.I.                       |
| 27       | Stronger                              | Kanye West                                             |
| 28       | We Fly High                           | Jim Jones                                              |
| 29       | U + Ur Hand                           | Pink                                                   |
| 30       | Walk It Out                           | Unk                                                    |
| 31       | Beautiful Girls                       | Sean Kingston                                          |
| 32       | This Ain’t a Scene, It’s an Arms Race | Fall Out Boy                                           |
| 33       | Bartender                             | T-Pain featuring Akon                                  |
| 34       | Pop, Lock & Drop It                   | Huey                                                   |
| 35       | Runaway Love                          | Ludacris featuring Mary J. Blige                       |
| 36       | Rockstar                              | Nickelback                                             |
| 37       | Thnks fr th Mmrs                      | Fall Out Boy                                           |
| 38       | What I’ve Done                        | Linkin Park                                            |
| 39       | Summer Love                           | Justin Timberlake                                      |
| 40       | You                                   | Lloyd featuring Lil Wayne                              |
| 41       | Wait for You                          | Elliott Yamin                                          |
| 42       | Last Night                            | Diddy featuring Keyshia Cole                           |
| 43       | Make It Rain                          | Fat Joe featuring Lil Wayne                            |
| 44       | Make Me Better                        | Fabolous featuring Ne-Yo                               |
| 45       | Ice Box                               | Omarion featuring Timbaland                            |
| 46       | Lips of an Angel                      | Hinder                                                 |
| 47       | Waiting on the World to Change        | John Mayer                                             |
| 48       | Lost Without U                        | Robin Thicke                                           |
| 49       | I'm a Flirt                           | R. Kelly/Bow Wow (featuring T.I. és T-Pain)            |
| 50       | If Everyone Cared                     | Nickelback                                             |
| 51       | Get It Shawty                         | Lloyd                                                  |
| 52       | Face Down                             | The Red Jumpsuit Apparatus                             |
| 53       | The Way I Live                        | Baby Boy Da Prince                                     |
| 54       | Shortie Like Mine                     | Bow Wow featuring Chris Brown és Johnta Austin         |
| 55       | It Ends Tonight                       | The All-American Rejects                               |
| 56       | A Bay Bay                             | Hurricane Chris                                        |
| 57       | Because of You                        | Ne-Yo                                                  |
| 58       | I Tried                               | Bone Thugs-n-Harmony featuring Akon                    |
| 59       | Welcome to the Black Parade           | My Chemical Romance                                    |
| 60       | Shawty                                | Plies featuring T-Pain                                 |
| 61       | Chasing Cars                          | Snow Patrol                                            |
| 62       | Beautiful Liar                        | Beyoncé és Shakira                                     |
| 63       | SexyBack                              | Justin Timberlake                                      |
| 64       | Keep Holding On                       | Avril Lavigne                                          |
| 65       | Let It Go                             | Keyshia Cole featuring Missy Elliott és Lil' Kim       |
| 66       | Apologize                             | Timbaland featuring OneRepublic                        |
| 67       | Bubbly                                | Colbie Caillat                                         |
| 68       | Like a Boy                            | Ciara                                                  |
| 69       | Who Knew                              | Pink                                                   |
| 70       | Never Again                           | Kelly Clarkson                                         |
| 71       | Promise                               | Ciara                                                  |
| 72       | Bed                                   | J. Holiday                                             |
| 73       | Throw Some D's                        | Rich Boy featuring Polow da Don                        |
| 74       | Rehab                                 | Amy Winehouse                                          |
| 75       | Big Things Poppin' (Do It)            | T.I.                                                   |
| 76       | No One                                | Alicia Keys                                            |
| 77       | The Great Escape                      | Boys Like Girls                                        |
| 78       | 2 Step                                | Unk                                                    |
| 79       | Walk Away (Remember Me)               | Paula DeAnda featuring The D.E.Y.                      |
| 80       | Go Getta                              | Young Jeezy featuring R. Kelly                         |
| 81       | Here (In Your Arms)                   | Hellogoodbye                                           |
| 82       | On the Hotline                        | Pretty Ricky                                           |
| 83       | Wind It Up                            | Gwen Stefani                                           |
| 84       | Cyclone                               | Baby Bash featuring T-Pain                             |
| 85       | Break It Off                          | Rihanna featuring Sean Paul                            |
| 86       | First Time                            | Lifehouse                                              |
| 87       | Ayo Technology                        | 50 Cent featuring Justin Timberlake and Timbaland      |
| 88       | Outta My System                       | Bow Wow featuring T-Pain and Johnta Austin             |
| 89       | Teardrops on My Guitar                | Taylor Swift                                           |
| 90       | Shut Up and Drive                     | Rihanna                                                |
| 91       | Snow ((Hey Oh))                       | Red Hot Chili Peppers                                  |
| 92       | Money Maker                           | Ludacris featuring Pharrell                            |
| 93       | Kiss Kiss                             | Chris Brown featuring T-Pain                           |
| 94       | Far Away                              | Nickelback                                             |
| 95       | Rock Yo Hips                          | Crime Mob featuring Lil' Scrappy                       |
| 96       | LoveStoned                            | Justin Timberlake                                      |
| 97       | Better Than Me                        | Hinder                                                 |
| 98       | Paralyzer                             | Finger Eleven                                          |
| 99       | That's That                           | Snoop Dogg featuring R. Kelly                          |
| 100      | Same Girl                             | R. Kelly és Usher                                      |

## Lásd még
- 2007 a zenében
- A Billboard Hot 100 listájának első helyezett kislemezei 2007-ben